# Daniel Guttfreund
Daniel G. Guttfreund (San Salvador, 23 de marzo de 1962) es un psicólogo salvadoreño. Es uno de los fundadores del museo Tin Marín.

## Biografía
Nacido el 23 de marzo de 1962 en San Salvador, El Salvador, Daniel Guttfreund es hijo de Enrique y Gertrude Guttfreund, quienes escaparon de la Segunda Guerra Mundial, y se volvieron empresarios muy conocidos en El Salvador. Su padre más tarde se convertiría en embajador de El Salvador en Israel.
Guttfreund es el menor de cinco hijos. Creció en El Salvador, asistiendo a la Escuela Americana, de la cual se graduó en 1979. Pasó su días de juventud en Jerusalén, Israel, comenzando sus estudios en sociología y antropología social en la Universidad Hebrea de Jerusalén. Luego de graduarse, se mudó a California, Estados Unidos, y continuó su educación en la Escuela de California de Psicología Profesional en San Diego, donde conoció a su esposa, la Dra. Lisa Guttfreund. Ambos obtuvieron su doctorado en psicología clínica en 1988 y se casaron ese año en octubre.
La familia Guttfreund ha vivido en California, Jerusalén y El Salvador. Tienen tres hijas.

## Carrera
Debido a la guerra civil en El Salvador, Guttfreund se mudó a Israel para comenzar sus estudios en la Universidad Hebrea de Jerusalén. En 1982, fue incluido en la lista de décanos de la Universidad Hebrea y más tarde en 1989, fue seleccionado por los estudiantes como un "Orador Excepcional" durante el semestre de otoño. Mientras estudiaba para su B.A., era el líder del Movimiento Judío de Jóvenes Adultos para tratar de promover comunicación, además trabajó en el Hospital Alyn para los discapacitados.
Guttfreund se mudó a California para perseguir sus estudios doctorales. En 1986, fue elegido para ser parte de "Who's who of American Colleges and Universities" (Quién es quién de los colegios y universidades estadounidenses) y en 1988 fue reconocido con honores por su defensa de tesis de doctorado.
Mientras vivía en Israel, Guttfreund trabajó en el Centro de Asesoramiento de la Universidad Hebrea y además fue un profesor adjunto en la Universidad Hebrea. Asimismo, desarrolló un juego de mesa considerado como un método divertido e interactivo de comunicación tanto para los familiares como para los profesionales de salud mental. El juego es llamado "Yad al Ha Lev" y posteriormente fue vendido a Orda Ltd.
Mientras vivía en El Salvador, Guttfreund desarrolló un segundo juego, llamado Diverti, con sus ganancias dirigidas al museo de los niños "Tin Marín", el cual fue creado y fundado por Guttfreund. Guttfreund ha traído también oradores a El Salvador, como el Dr. Edward Hallowell y el Dr. Eric Storch.
Guttfreund fue un miembro fundador del primer museo de los niños en El Salvador, el Tin Marín, el cual ha funcionado por 17 años, recibiendo 180,000 visitantes al año, convirtiéndolo en la institución educacional más visitada en El Salvador. Guttfreund todavía sirve en la mesa de directores, y se enfoca principalmente en dirigir un eje educacional en la prevención y el impacto social de las exhibiciones del museo. El museo Tin Marín es el primero en El Salvador que cuenta con una exhibición centrada en el tema del abuso sexual.
Guttfreund facilitó una donación de USD $250,000 para que el museo Tin Marín sea totalmente suministrado con energía solar. Este proyecto fue realizado con al ayuda de USAID y el banco salvadoreño Banco Agrícola.
Él ha trabajado de cerca con el Cuerpo de Paz y la Embajada de Estados Unidos en El Salvador como un proveedor oficial de salud mental, además es el presidente fundador y miembro de la Mesa de Directores del museo de los niños Tin Marín en El Salvador.
Guttfreund sirvió como presidente de la Asociación de Barra de Santiago, una playa protegida de El Salvador. Él fue muy activo en las dos escuelas principales de Barra de Santiago, dos centros de salud y promoviendo temas ambientales en la playa de Barra de Santiago
Creó un seminario de entrenamiento clínico de posgrado para estudiantes graduantes en FUNPRES, un fundación privada sin fines de lucro para el desarrollo de la educación en El Salvador. Además, sirvió como miembro de la mesa de directores de la Escuela Americana, como presidente del Comité de Educación.
Guttfreund habla español, inglés, hebreo y portugués.

## Trabajos publicado
En el curso de su carrera, el Dr. Guttfreund ha colaborado con profesionales reconodicos en diversas áreas. La siguiente es una selección corta de trabajos publicados con contribución por Guttfreund.
- Selles, R. R., Nelson, R., Zepeda, R., Dane, B. F., Wu, M. S., Novoa, J. C., Guttfreund, D., & Storch, E. A. (2015). Body Focused Repetitive Behaviors Among Salvadorean Youth: Incidence and Clinical Correlates. Journal of Obsessive-Compulsive and Related Disorders, 5, 49-54.
- Selles, R. R., Zepeda, R., Dane, B. F., Novoa, J. C., Guttfreund, D., Nelson, R., & Storch, E. A. (2015). Parental perceptions of mental health care for children in El Salvador. Journal of Child and Family Studies, 24, 3396-3401.
- Wu, M.S., Selles, R., Novoa, J.C., Zepeda, R., Guttfreund, D., McBride, N., & Storch, E.A. (2017). Examination of the Phenomenology and Clinical Correlates of Emetophobia in a Sample of Salvadorean Youths. Child Psychiatry and Human Development, 48, 509-516.